# باتسي كلاين
باتسي كلاين (Patsy Cline) (ولدت في 8 سبتمبر 1932 وتوفيت في 5 مارس 1963)، واسمها الحقيقي فيرجينيا باتيرسون هينسل (Virginia Patterson Hensley) هي مغنية أمريكية تغني موسيقى ريفية كجزء من موسيقى ناشفيل التي ظهرت في أوائل الستينات. ثم «انتقلت وحصلت على شعبية واسعة» بنجاحها في موسيقى البوب. وفي العقد الثالث من عمرها، وافتها المنية في ذروة نجوميتها في حادث تحطم طائرة خاصة. وكانت إحدى المغنيات الأكثر تأثيرًا ونجاحًا وشعبيةً في القرن العشرين.
وقد تميزت كلاين بنبرتها الرائعة وصوتها الرنان الجميل المُعبر عن العاطفة وبدورها كأحد رواد صناعة الموسيقى الريفية. وساعدت في تمهيد الطريق للنساء حتى يصبحن فنانات متميزات في هذا المجال. فقد كان حماسها داعمًا لحماس المغنيين في مجالات الموسيقى الأخرى. وقد ساعدت الكتب والأفلام الوثائقية والمقالات والمسرحيات في توثيق حياتها المهنية.
حيث بدأت أعمالها الفنية في عام 1957 من خلال أغنية دون هيشت (Donn Hecht) «المشي بعد منتصف الليل (Walkin' After Midnight)» وأغنية هارلان هوارد «انقسمت (آي فول تو بيسز)» وأغنية هانك كوكران' (Hank Cochran) «شيز غوت يو» وأغنية ويلي نيسلون «مجنونة (Crazy) وأنهت مشوارها في عام 1963 من خلال أغنية دون غيبسون (Don Gibson)»سويت دريمز.
وهناك مبيعات بالملايين لشرائطها المسجلة منذ وفاتها. وقد حصدت العديد من الجوائز والقلادات، مما جعل محبيها يعتبرونها رمزًا فنيًا يأتي في نفس مستوى جوني كاش (Johnny Cash) وإلفيس بريزيلي (Elvis Presley). وفي عام 1973 وبعد رحيلها بعشرة أعوام، أصبحت أول مغنية غصن تم تكريمها في ردهة مشاهير الموسيقى الريفية (Country Music Hall of Fame). وفي عام 1999، احتلت المرتبة الحادية عشر في التصويت الذي أجرته شبكة VH1التليفزيونية - لاختيار أفضل 100 سيدة في موسيقى الروك آند رول - والذي صوت فيه أعضاء وفناني موسيقى الروك آند رول. وفي عام 2002 صوت أعضاء وفناني الموسيقى الريفية عليها لتحتل المرتبة الأولى في التصويت الذي أجراه تليفزيون الموسيقى الريفية|تليفزيون الموسيقى الريفية (CMT) لاختيار أفضل 40 سيدة في الموسيقى الريفية واحتلت المرتبة السادسة والأربعين في التصويت الذي أُجري لاختيار "أفضل 100 مغني في جميع الأزمان" والذي أصدرته مجلة رولينغ ستون (Rolling Stone). ووفقًا للوحتها المعلقة في ردهة مشاهير الموسيقى الريفية" والتي تعود لعام 1973 "يعد تراثها من التسجيلات الخالدة شهادة على قدرتها وتميزها الفني."

## كتابات أخرى
- Bego, Mark. I Fall to Pieces: The Music and the Life of Patsy Cline. Adams Media Corporation.
- Hazen, Cindy and Mike Freeman. Love Always, Patsy. The Berkley Publishing Group.
- Jones, Margaret (1998). "Patsy Cline". In The Encyclopedia of Country Music. Paul Kingsbury, Editor. New York: Oxford University Press. pp. 98–9.
- Wolff, Kurt. Country Music: The Rough Guide. Penguin Publishing.
- Gomery, Douglas Patsy Cline: The Making of an Icon. Trafford Publishing. ISBN 1-4269-5988-5, ISBN 978-1-4269-5988-2

## وصلات خارجية
- باتسي كلاين على موقع IMDb (الإنجليزية)
- باتسي كلاين على موقع الموسوعة البريطانية (الإنجليزية)
- باتسي كلاين على موقع ميوزك برينز (الإنجليزية)
- باتسي كلاين على موقع رولينغ ستون (الإنجليزية)
- باتسي كلاين على موقع أول موفي (الإنجليزية)
- باتسي كلاين على موقع قاعدة بيانات الأفلام السويدية (السويدية)
- باتسي كلاين على موقع إن إن دي بي (الإنجليزية)
- باتسي كلاين على موقع أول ميوزيك (الإنجليزية)
- باتسي كلاين على موقع ديسكوغز (الإنجليزية)
- باتسي كلاين على موقع ديسكوغز (الإنجليزية)

- Patsy Cline على مشروع الدليل المفتوح
- Patsy Cline at the Country Music Hall of Fame
- The Patsy Cline Plane Crash